# Bitwa pod Orchomenos (86 p.n.e.)
Bitwa pod Orchomenos – bitwa między wojskami rzymskimi a armią grecko-pontyjską stoczona w roku 86 p.n.e. w pobliżu Orchomenos w Beocji (Grecja), podczas pierwszej wojny Mitrydatesa z Rzymem.
Armią rzymską dowodził Sulla, wojskami grecko-pontyjskimi – Archelaos, brat króla Pontu Mitrydatesa VI Eupatora.
Po otrzymaniu posiłków, liczących 80 tysięcy żołnierzy, od Mitrydatesa i sprzymierzeńców greckich, Archelaos, który poniósł wcześniej wielkie straty podczas bitwy pod Cheroneą, odbudował swoją przewagę liczebną nad Rzymianami. Sulla, odnoszący się z pewnym lekceważeniem do przeciwnika, ale mimo to ostrożny i metodyczny, ponownie, jak pod Cheroneą uciekł się do systemu fortyfikacji polowych, co ułatwiło mu zaatakowanie niezbyt ruchliwego przeciwnika i zadanie mu ostatecznej klęski, dzięki sprawnie przeprowadzonemu manewrowi oskrzydlającemu.
Po tym sukcesie zwycięski Sulla rozpoczął przygotowania do inwazji na Azję Mniejszą.